# 최세빈
최세빈(2000년 8월 11일~)은 대한민국의 펜싱 선수로 주 종목은 사브르이다. 2024년 하계 올림픽에 참가, 펜싱 여자 사브르 단체전에서 은메달을 기록하였다.

## 경력
경기도 수원시 출신이다. 초등학교 재학 시절에는 한국 무용을 했으나 구운중학교 입학 후 쌍둥이 언니인 최수빈과 펜싱을 시작했다. 이후 언니와 함께 수일고등학교에 진학했고 2018년에 대한민국 주니어 국가대표로 발탁되었다. 그 해 11월에는 러시아 소치에서 열린 주니어 월드컵에서 동메달을 획득했다.
고교 졸업 직후인 2019년에 전라남도청 펜싱팀에 입단했다. 같은 해 4월에는 처음으로 국가대표로 발탁되어 서울에서 열린 그랑프리에서 개인전 128위를 기록하며 성인 대표 데뷔전을 가졌다.
이후 2021년에 다시 국가대표로 발탁되었고 3월에 헝가리 부다페스트에서 열린 게레비치-코바치-카르파티 대회에 참가하여 개인전 67위에 올랐다. 이듬해인 2022년 10월에는 쿠웨이트의 쿠웨이트시티에서 열린 아시아 U-23 선수권 대회에 참가하여 개인전과 단체전 준우승을 차지했다.
2023년 6월 중국 우시에서 열린 2023년 아시아 선수권 대회 단체전에서 우승을 차지했고 7월에는 밀라노에서 열린 2023년 세계 선수권 대회에서 단체전 동메달을 획득했다. 9월에는 중국 항저우에서 열린 아시안 게임 단체전에서 동메달을 획득했다.
2024년 7월 프랑스 파리에서 열린 2024년 하계 올림픽에 참가하면서 선수 경력 첫 올림픽에 출전했다. 그녀는 개인전에서 미국의 타티아나 나즐리모브를 15-14로 꺾은 후 2022년, 2023년 세계 선수권 대회 우승자인 일본의 에무라 미사키를 15-7로 꺾으며 8강에 진출했다. 8강에서는 대표팀 동료인 전하영을 상대하여 15-14로 승리했고 준결승에서 프랑스의 마농 브뤼네에게 12-15로 패했다. 동메달 결정전으로 진출한 최세빈은 우크라이나의 올하 하를란에게 14-15로 패하여 4위에 올랐다. 또한 단체전에서도 출전하여 은메달을 획득하였다.